# Via Roma (Sassari)
La via Roma è una delle principali arterie del centro di Sassari.

## Storia
Verso la fine dell’800 dopo l’edificazione di Piazza d’Italia, la costante espansione urbana della città di Sassari rese necessaria l'autorizzazione regia perché si iniziasse a edificare un nuovo quartiere, cosiddetto umbertino, posto a sud-est della città vecchia lungo la strada reale (l'attuale via Roma), prolungamento di quello che già allora era l'asse centrale cittadino, il corso Vittorio Emanuele. La via collega oggi Piazza d'Italia all'intersezione fra via Duca degli Abruzzi e via Carlo Felice, ossia Piazza Conte di Moriana dove in passato, passando attraverso la scarpata di Scala di Giocca, terminava la Strada statale 131 Carlo Felice.

## Luoghi di interesse

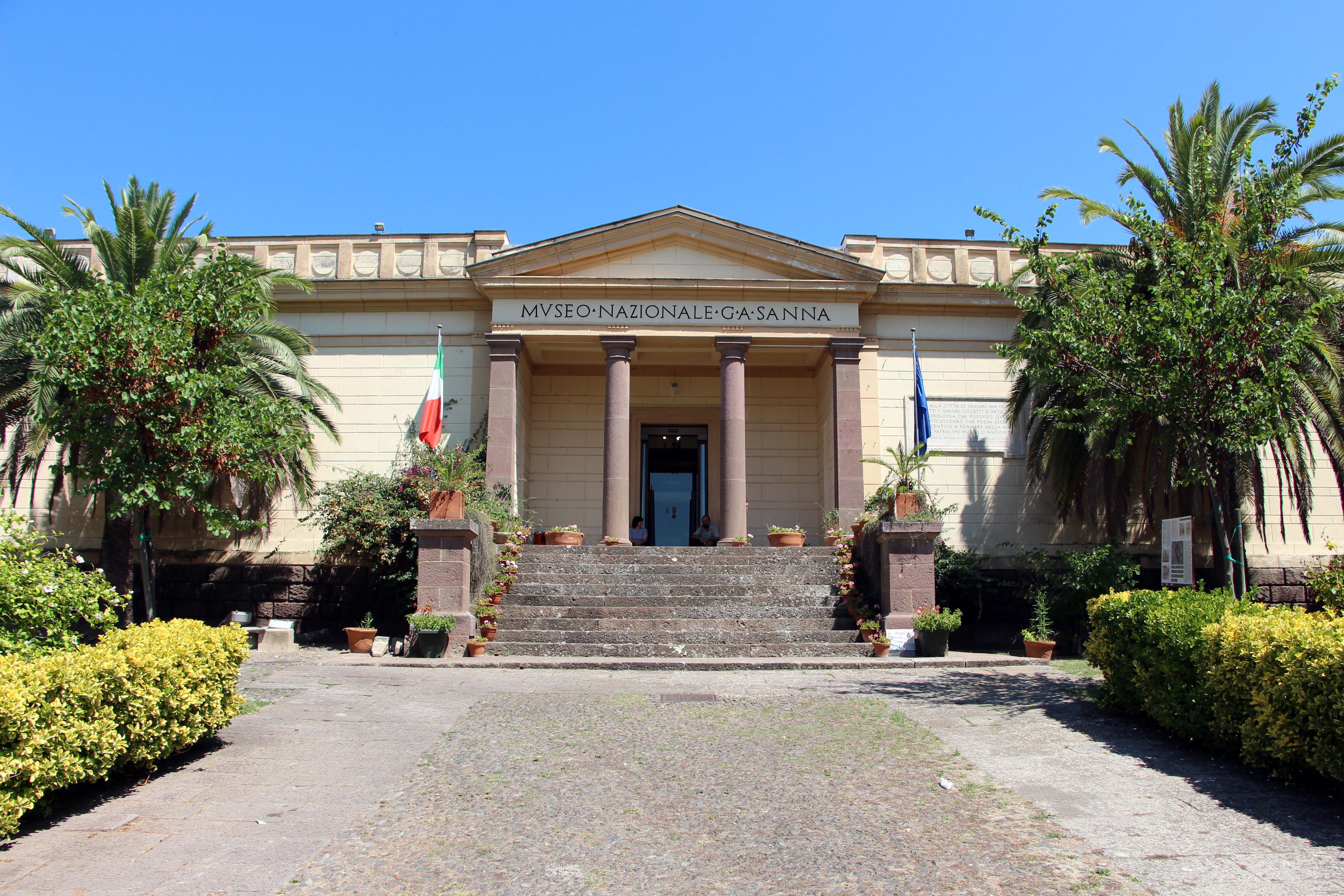
L'ingresso del Museo Sanna

Via Roma oggi è una via di servizi sulla quale sorgono numerosi cafè ed edifici di interesse storico e culturale in stile liberty e barocco. I più importanti sono il Museo Sanna, l'Ottocentesco Palazzo Cugurra, il Palazzo di giustizia terminato nel 1942, l'ex carcere di San Sebastiano, la sede della Camera di Commercio del Nord Sardegna e il complesso del Polo universitario umanistico con i dipartimenti di Storia, scienze dell'uomo e della formazione e Scienze umanistiche e sociali.